# رضا داوری اردکانی
رضا داوری اردکانی (زادهٔ ۱۵ خرداد ۱۳۱۲ در اردکان) فیلسوف و اندیشمند ایرانی و استاد ممتاز دانشگاه تهران، استاد بازنشسته گروه فلسفه دانشگاه تهران و عضو پیوسته فرهنگستان علوم از سال ۱۳۶۸ است که از سال ۱۳۷۷ تا مرداد ۱۴۰۲، ریاست فرهنگستان علوم را بر عهده داشته است.
او بیش از هفتاد عنوان کتاب در حوزه‌های مختلف اندیشه‌ منتشر کرده و  در حوزه نظریه‌پردازی فرهنگی و اندیشهٔ فلسفی ایران، فعال است. او عضو سابق شورای عالی انقلاب فرهنگی و عضو فعلی شورای عالی علمی مرکز دائرةالمعارف بزرگ اسلامی است. داوری، از منتخبین جشنواره چهره‌های ماندگار جمهوری اسلامی ایران است.
ایشان شاگردان بسیاری را به جامعه ی تحویل داده اند.

از داوری اردکانی به عنوان «فیلسوف جمهوری اسلامی»  یاد می‌شود. او یک طرفِ درگیری معروف هایدگری-پوپری در ایران دهه ۷۰ بود؛ که پوپری‌هایی چون عبدالکریم سروش او را به دشمنی با آزادی و دفاع از خشونت متهم می‌کردند. وی با رد این اتهامات اعلام می‌کرد که علم و آزادی، چیزهایی نیستند که بتوان آنها را رد و انکار کرد. او عقیده دارد که لیبرال دموکراسی و مخصوصاً نئولیبرالیسم با اعتقاد به حکومت دینی جمع نمی‌شود. او فکر می‌کرد با انقلاب اسلامی عقل دیگری غیر از عقل غربی در شرف پدید آمدن است و عالمی دیگر در شرف ساخته شدن است که در آن قهر و سلطه و کبر و کینه دایرمدار نیست، بلکه مهر و وفاق و صلح و سلم بر آن حاکم است و به تعبیر میشل میشل فوکو نوعی «معنویت سیاسی» رخ نموده است.

## زندگی
رضا داوری اردکانی متولد خردادماه ۱۳۱۲ در اردکان یزد است. او تا دوره متوسطه را در اردکان گذراند و در سال ۱۳۳۰، از دانش‌سرای مقدماتی اصفهان موفق به اخذ مدرک دیپلم گردید و به استخدام وزارت فرهنگ درآمد. داوری اردکانی از سال ۱۳۳۲ تا ۱۳۳۴ در مدرسهٔ صدر اصفهان که جزو حوزهٔ علمیه اصفهان بود مقدمات صرف و نحو عربی و فقه و اصول را آموخت. در سال ۱۳۳۴، در رشته فلسفه وارد دانشگاه تهران و در سال ۱۳۴۶، موفق به اخذ مدرک دکتری شد. عنوان رسالهٔ دکتری وی «حکمت عملی افلاطون و ارسطو و تأثیر آن در فلسفه سیاسی فارابی» به راهنمایی یحیی مهدوی بود. از استادان او می‌توان به بدیع الزمان فروزانفر، محمد فاضل تونی، سید کاظم عصار، غلام حسین صدیقی، یحیی مهدوی، علی اکبر سیاسی، محمدباقر هوشیار، صدیق اعلم، مظفر بقایی، جلالی، محسن هشترودی و احمد فردید اشاره کرد.
داوری اردکانی در سال ۱۳۶۲، به درجه استادی دانشگاه تهران نائل آمد. او همچنین در سال تحصیلی ۱۳۵۰ و ۱۳۵۱، در دانشگاه سوربن پاریس، در سال تحصیلی ۱۳۵۶ و ۱۳۵۷ در دانشگاه کمبریج انگلستان و در سال تحصیلی ۱۳۶۹ و ۱۳۷۰ در دانشگاه جان هاپکینز آمریکا به مطالعه و پژوهش پرداخته است.

## اندیشه
داوری اردکانی ، انیس دایم فلسفه و پایبند به آداب بحث و تحقیق و گریزان از هیاهو، اما مدافع جدی فلسفه است. آثار او پرسش محور است. او در اطلاق عنوان فیلسوف برای اهل نظر اندکی سخت‌گیر است و در کتاب فارابی مؤسس فلسفه اسلامی، بین فاضل، عالم و شارح فلسفه، محقق و فیلسوف تمایز قائل شده است؛ به این اعتبار می‌توان گفت که در نظر او فیلسوفان حقیقی بنیانگذارانند. در نظر او فلسفه پرسش از وجود و چیستی اشیاء است و این پرسش در فرهنگ‌ها و دوران‌های مختلف، صورت‌ها و پاسخ‌های متفاوت داشته است. او معتقد است که در قرن بیستم، فلسفه به پایان راه رسیده و دیگر سخنگوی آینده نیست، بلکه در بهترین صورت خود به نقد مدرنیته و بیان وضع موجود و پوشیدگی افق آینده پرداخته است. از نگاه داوری اردکانی، مهم‌ترین درماندگی بشر در هر زمانی، غیاب تفکر است. دغدغه‌اش هم ردیابی این حادثه در تاریخ فلسفه و فرهنگ است. به نظر او «فلسفه به‌صورتی که در یونان به وجود آمد و دو هزار و پانصد سال سیر کرد و به منزل تجدد رسید، دیگر آینده ندارد و مشکلات کنونی عالم با آن حل نمی‌شود.»

### جدال هایدگری-پوپری
رضا داوری اردکانی را یک طرف جدال هایدگری-پوپری در ایران دهه ۷۰ دانسته‌اند. جدالی که او بارها آن را بیهوده خواند. معروف است که او به مارتین هایدگر فیلسوف آلمانی دلبستگی دارد و نقدهای هایدگر به عقلانیت ابزاری، علم جدید و تکنولوژی در آثار او انعکاس دارد. هایدگر در نظر داوری متفکر بزرگی است و هر که اهل فلسفه باشد به اندیشه او توجه می‌کند. امّا او خود را «هایدگری» نمی‌داند و می‌گوید مرید و مقلد هایدگر نیست و فلسفه را حزب نمی‌داند؛ زیرا در فلسفه پیروی از یک مرجع وجهی ندارد. او می‌گوید: «من اگر به هایدگر اهمیت می‌دهم، از آن جهت است که او ما را با عالمی که در آن به سر می‌بریم و به تحولی که در وجود آدمی در دوران جدید پدید آمده، کم و بیش آگاه کرده است، اما وقتی آثار او را می‌خوانیم، نمی‌توانیم و نباید از او بپرسیم که راه آینده ما چیست.»
از نظر داوری اردکانی کارل پوپر سزاوار شهرتی که در ایران پیدا کرده نیست. او شهرت پوپر در ایران و در جهان را به علایق سیاسی و ایدئولوژیک مربوط می‌داند و حرف‌هایی مثل «باید» از «هست» بیرون نمی‌آید را سخنانی معمولی می‌داند. در نظر او رای مشهور نظریه ابطال‌پذیری پوپر نه پاسخی به کارناپل در مورد اثبات‌پذیری علم است و نه گشایشی در فلسفه علم و روشن کردن ماهیت آن؛ زیرا اولا مسئله کارناپل، مسیله فلسفه علم نبود. کارناپل بیهوده توقع داشت که علم با استدلال منطقی اثبات شود. اما علم نیازی به این اثبات از خارج نداشت. اثبات علم در خود علم است. بیهوده بودن طرح اثبات پذیری بود که خوزه وین را تعطیل کرد. نه اینکه ابطال پذیری موجب منتفی شدن سودای کارناپل شود. ثانیاً، علم ابطال پذیر نیست. علم جدید پیشرفت می‌کند، اما این پیشرفت ضرورتاً با ابطال نظرها و نظریه‌های موجود صورت نمی‌گیرد، بلکه با گذشت از آنها تحقق می‌یابد. فیزیک گالیله و نیوتن ابطال نشده، بلکه ورود در مرحله‌ای دیگر و وضعی کم و بیش متفاوت بوده است. ابطالپذیری هم اگر وجهی داشته باشد، مربوط به طرح‌ها و فرض‌های دانشمندان است. اما وقتی طرح‌ها و فرض‌ها از بوته تحقیق بیرون آمدند دیگر ابطال نمی‌شوند. منتهی دورانشان به سر می‌آید و مرحله دیگری در تاریخ علم آغاز می‌شود. داوری توجه به تأثیر زمینه‌های فرهنگی در علم و شناخت را نیز کشف پوپر نمی‌داند و ضمن اذعان به این که اندیشه پوپر روشنگری‌ها و راهگشایی‌هایی دارد، آن‌ها را نظر و طرحی نو در فلسفه نمی‌داند و آوردن نام او در کنار بزرگان فلسفه قرن بیستم را به هیچ وجه موجه نمی‌داند.

از نظر داوری آرای هیچ فیلسوفی نباید مطلق تلقی شود و راهنمای فکر و عمل در همه جا قرار گیرد. به خصوص در مورد کسانی چون کارل پوپر که رویکرد جدلی، سیاسی و ژورنالیستی به فلسفه و فیلسوفان داشته و در قضاوت دربارهٔ فیلسوفان بزرگ تاریخ، مبادی فکری آن‌ها را در نظر نمی‌گرفته و مقاصد آن‌ها را تحریف می‌کرده است. او پوپر را به خاطر ناسزاگویی و حمله به شخصیت فیلسوفان بزرگ در حالی که خودش می‌گفته در بررسی آرای فلاسفه می‌شود شخصیت آن‌ها را نادیده گرفت سرزنش می‌کند. 
«پوپر با شعار دفاع از آزادی به ایران آمد، اما در حقیقت در صدد یافتن مخالفان وهمی و حقیقی آزادی و معارضه با آنان بود و کمتر کاری به اصل آزادی داشت. من نمی‌گفتم آزادی بد است (و چگونه چنین سخنی می‌توانستم و می‌توانم گفت) بلکه می‌گفتم چرا کسانی که این همه دم از آزادی می‌زنند، باید مدام در کار نفی و رد باشند و به مخالف خود مجال سخن گفتن ندهند.»

### فلسفه، سیاست و توسعه نیافتگی
داوری علی‌رغم اینکه به اندیشه سیاسی نظر دارد، به شدت از سیاست عملی و دادن پند و اندرز سیاسی گریزان است و به همین جهت نمی‌توان او را شخصیتی سیاسی دانست. علت دوری او از سیاست عملی، غلبه روحیه استیلا طلبی در سیاست مدرن و فقدان خرد سیاسی در سراسر عالم کنونی و به خصوص در کشورهای توسعه نیافته است و البته اعتقاد ندارد که بتوان از آرای فارابی که مورد توجه او است، برنامه سیاسی-اجتماعی استخراج‌کرد.

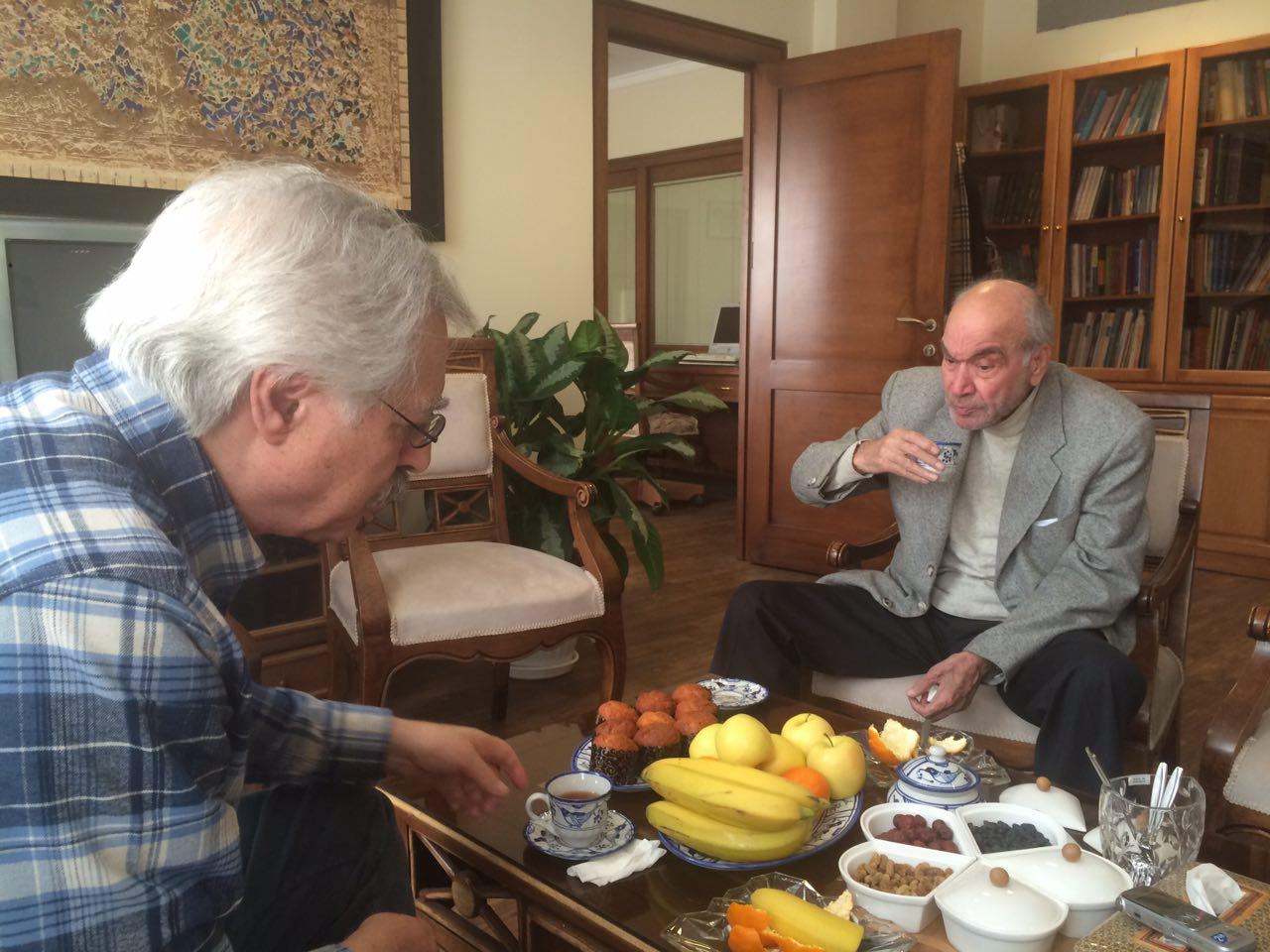
رضا داوری و سید جواد طباطبایی، دی ۱۳۹۴

داوری در حوزه اندیشه سیاسی بی آنکه یکسره تحت تأثیر فلاسفه اسلامی به خصوص فارابی و طرح مدینه فاضله او باشد، معتقد است که درک گذشته و نسبت با آن، یک ضرورت تاریخی است. فلسفه در نظر داوری آزادی است و این آزادی را با آزادی‌های رسمی نباید یکی گرفت؛ زیرا این آزادی‌ها فرع بر آزاد بودن آدمی است. آدمیان همه همواره به عالمی تاریخی تعلق دارند و هیچ شخص و فرد انسانی نمی‌تواند بیرون از این جهان تاریخی آدمی بماند. پس فرد یک انتزاع است زیرا کسی که به جهان تاریخی تعلق نداشته باشد زبان و فهم و آزادی و دیگر اوصاف و صفات خاص آدمی را ندارد. آدمی در جهان خویش نسبتی با وجود و با دیگران و کارها و اشیا دارد. فلسفه هم درک این نسبت است. این همه که فیلسوفان گفته‌اند یکسره درک و بیان وضع و نسبتی است که آدمیان در جهان خویش داشته و دریافته اند. این درک کلی‌ترین درک است. جهان انسانی همواره پایدار نمی‌ماند، بلکه تاریخ هر جهانی پایانی دارد و با پایان آن تاریخ و عالم دیگری آغاز می‌شود. تفکر و هنر و فلسفه هر زمان نیز با هنر و تفکر زمان دیگر تفاوت دارد. فیلسوف از آن جهت به گذشته و عوالم دیگر نظر می‌کند که برای شناخت طریق تفکر به این نظر و آشنایی نیاز دارد و با این آشنایی است که می‌تواند جهان خویش را نیز درک کند. ما اگر نسبت خود را با زمان بازنیابیم، نمی‌توانیم فیلسوف باشیم، بلکه حد اکثر عالم فلسفه می‌شویم. فیلسوف کسی است که زمان خود و عالمی را که در آن به سر می‌برد می‌شناسد و سخنگوی آن است. به عبارتی دیگر وظیفه اصلی فیلسوف درک و دریافت جهان تاریخی خویش است. با چنین درکی از فلسفه است که داوری جهان کنونی را ممتاز از جهان قرون وسطی و دوره اسلامی و رومی و یونانی و متفاوت با عوالم گذشته شرق دور می‌داند. عالم کنونی نیز گرچه در نظر او عالم واحد است، مراتب دارد و ثبات و قوام آن در همه جا یکسان نیست. درست است که تجدد در سراسر روی زمین مقبول افتاده است، اما همه جهان به یک اندازه متجدد نشده است. تجدد کنونی اروپا را نیز نمی‌توان همان تجدد قرن نوزدهم دانست. کشورهای توسعه نیافته هم که ظواهر تجدد را از اروپا گرفتند دچار آشفتگی و پریشانی اند. اجزای تجدد نیز در این شبه جهان در جای خود قرار ندارند و به این جهت علیل و ناتوانند و کارسازی لازم را ندارند. با این تلقی است که داوری در آثار اخیر خود به توسعه نیافتگی توجه بسیار کرده است و شاید اگر از او وجه توجهش به توسعه نیافتگی را بپرسند پاسخ بدهد که من در پی درک جهان و زمان کنونی بوده‌ام و این زمان را زمان توسعه نیافتگی یافتم. توسعه نیافتگی به این معنا چیزی بیش از عقب افتادگی اقتصادی-اجتماعی و سیاسی است. بلکه شاید اساس پریشانی‌ها و پراکندگی‌ها و ندانم کاری‌ها باشد.
از جمله منابع تأثیرگذار بر اندیشه سیاسی او یکی هم حوزه‌های نقادی فلسفه غرب است. او مخصوصاً می‌کوشد در نقادی فلسفه غرب پیوند آن با سیاست مدرن را نیز نشان دهد. از نظر او فلسفه در غرب پدید آمده و همواره سخنگوی جهان غربی از زمان یونانیان تاکنون بوده است. ما نیز که در تاریخ غربی سهیم شده‌ایم تا فلسفه غرب را نشناسیم شناخت ظواهر آن نیز برایمان آسان نمی‌شود. نظم غربی ابتدا در صورت سیاسی و اقتصادی ظاهر نشد؛ بلکه در فلسفه و هنر جلوه کرد. اکنون فلسفه نیز به پایان راه رسیده و آینده جهان جدید معلوم نیست.
از تاریخ فلسفه ما می‌آموزیم که با ظهور سقراط و فلسفه در یونان، بشر جدیدی متولد شد و اصل سقراطی «خودت را بشناس» در سیر تاریخ، تبدیل به مذهب اصالت بشر در رنسانس اروپا شد و بالاخره اساس قدرت و استیلای غرب گردید. رنسانس با طرح جدیدی در نظر و عمل زندگی آغاز شد و از همان آغاز صورتی از نظام زندگی جدید را در اوتوپی‌ها طرح کردند که گویی جهان جدید در اوتوپی به دنبال جهانی است که در آن آدمی با تکیه بر عقل خودبنیاد و علمی که همیشه در حال پیشرفت است می‌تواند بر همه موانع و مشکلات فائق آمده و بهشت زمینی را تحقق بخشد. از همین جاست که معنای تئوری هم تغییر می‌کند. تئوری دیگر به معنی حد اعلای تعمق و تحقیق نیست؛ بلکه در خود قصد تصرف را نهفته دارد. نظم، استیلا، قدرت و تناسب از اجزای ذاتی اوتوپی است و با شناخت آن‌ها آسانتر می‌توان تاریخ و سیاست مدرن را شناخت. معنی روحیه تصرف و استیلایی که در سیاست جدید و در دولت مدرن وجود دارد در علم جدید نیز با تغییر معنی افلاطونی ریاضیات نیز به راهی برای تصرف اشیا و تسخیر طبیعت مبدل می‌شود.

جهان جدید در طی چهارصد سال به جایی رسیده است که اکنون دیگر در راه صلح و صلاح و آزادی نیست و شاید راه را هم گم کرده باشد. اما گم گشته‌ترین بخش جهان واحد کنونی، بخش توسعه نیافته آنست. توسعه نیافته‌ها با روح تجدد آشنا نشده بلکه بیشتر ظواهر آن را اخذ کرده و در حاشیه راه تجدد به توسعه نیافتگی رسیده‌اند. کوشش‌هایی هم که در دهه‌های اخیر برای برون رفت از این وضع شده ثمری نداشته و گاهی کار را دشوارتر و ناتوانی و پریشانی و سرگردانی را بیشتر کرده است. توسعه نیافتگی در نظر داوری عقب افتادگی نیست؛ یعنی کشورهای توسعه نیافته در مسابقه‌ای وارد نشده‌اند؛ در مراحل ابتدایی تجدد هم قرار ندارند. بلکه تجدد را در تولید و مصرف بیشتر دیده و می‌کوشند در آن سهیم شوند. آنها تجدد را مجموعه پراکنده‌ای از علم و تکنیک و اقتصاد و تولید و مصرف و سیاست و ادب و فرهنگ می‌دانند و گاهی می‌گویند علم و تکنیک غرب را باید گرفت و فرهنگ و ادب و سیاست آن را واگذاشت. وقتی آنها با این تلقی شئون جهان جدید را اخذ می‌کنند و نمی‌دانند میان آنها چه پیوند و نسبتی وجود دارد، راه به توسعه نمی‌برند؛ زیرا اگر این پیوند و نسبت میان شئون زندگی و جهان انسانی برقرار نباشد آنها از اثرگذاری می‌افتند. داوری اردکانی می‌گوید جنبش‌های ضداستعماری و استقلال‌طلبی بعد از جنگ جهانی دوم شکست خوردند؛ چرا که کشورهای توسعه نیافته مسئله توسعه‌نیافتگی را سهل انگاشتند. درست است که این نهضت‌ها با غلبه استعماری مخالف غرب بودند اما نمی‌دانستند که به علم و آزادی و تکنولوژی و حقوق بشر که آورده جهان جدید غربی‌اند به آسانی دست نمی‌توان یافت و تحقق آنها در دیگر نقاط روی زمین موکول و موقوف به پدید آمدن مقدمات و شرایطی خاص است. جهان توسعه‌نیافته چون این امور را سهل می‌انگاشت و نمی‌توانست در شرایط تحقق آنها اندیشه کند در راه ماند. داوری اردکانی پرسش از شرایط امکان انواع نظام‌های سیاسی را از جمله شرایط رسیدن به آنها می‌داند و معتقد است در کشورهای توسعه‌نیافته، چون به این مسائل و مباحث نمی‌اندیشند حتی از دانش دانشمندان خود کمتر بهره می‌برند.
«این گرفتاری جهان توسعه‌نیافته است که سیاست و عمل را با حقیقت و علم و هنر را با سیاست در هم می‌آمیزد و اشتباه می‌کند. وقتی عمل و سیاست به صفت درست و حقیقی و نه مناسب و بجا متصف شود به نتایج و آثارش توجه نمی‌شود و آن را تغییر هم نمی‌توان داد… ایدئولوژی مجال و میدان خلط حقیقت با عمل سیاست و مصلحت زندگی است… یکی از اوصاف جهان توسعه‌نیافته هم تسلیم بی‌مضایقه آن به ایدئولوژی‌هاست. در این جهان وقتی از صاحبان سیاست، مقصدشان را بپرسند معمولاً به جای اینکه بگویند به کجا می‌خواهند بروند، از آراء معمولی خود و کاری که می‌کنند می‌گویند. گویی گفتار و رفتار و عمل آنها غایت سیاست است و مردمان باید به همین اکتفا کنند و خرسند و راضی باشند که می‌دانند دست‌اندرکاران امورشان با چه کسانی دشمنند و چه کسان و حرف‌ها و چیزها را می‌پسندند و دوست می‌دارند. سیاست جهان توسعه نیافته یکسره شعار و حرف است.»
داوری در گفتگو با ماهنامه مدیریت ارتباطات گفته است: «در باب سیاست جز این نمی‌دانم که حکومت، دو نوع است؛ حکومتی که مسائل و مشکلات را می‌یابد و کم و بیش می‌کوشد آن‌ها را حل و رفع کند و حکومتی که صرفاً برای حفظ خویش و سودای بیهوده‌اش می‌کوشد این حکومت از ابتدا شکست خورده است. گفته شد که جهان توسعه نیافته جهانی بی نظم و آشفته و مصرف‌کننده فراورده‌های جهان جدید است. انسان توسعه نیافته نیز گرچه به تجدد وابسته است، آن را درک نکرده و با رسم و راه آن تقریباً بیگانه است.»
توسعه نیافتگی به تعبیر داوری زیستن در حاشیه تجدد و حسرت برخوردار نشدن از آن است. به عبارت دیگر توسعه نیافتگی صورتی از تجدد ناتوان و درمانده است. البته کاری که کره جنوبی و چین در دهه‌های اخیر کرده‌اند ناچیز و بی‌اهمیت نیست. آنها راهی برای شریک شدن در تکنولوژی و اقتصاد با کشورهای توسعه نیافته غربی و ژاپن یافته‌اند اما با فرهنگی که تجدد با آن ساخته شد چندان نسبتی ندارند و زمانشان نیز فرصت و اجازه برقراری این نسبت را به آنها نمی‌دهد، به خصوص که فرهنگ تجدد در آمریکا و اروپا هم دیگر نشاطی ندارد.

### وضع ایران
در ۲۴ فروردین ۱۳۹۸ داوری در مقاله‌ای در روزنامه سازندگی نوشت که ایران در حوزه‌های مختلف اعم از اداری، اقتصادی و اجتماعی پر از مشکل است؛ اما چون کمتر به عمق و ریشه آن‌ها فکر می‌کنند حل مشکلات را آسان می‌گیرند و می‌پندارند اگر دولت‌ها بخواهند به آسانی از عهده رفع آنها بر می‌آیند و توجه نمی‌کنند که مدیران لایقی نیز بوده‌اند که سعی شان به نتیجه نرسیده است. در ایران فهم سیاست و نقد حکومت وجود ندارد، بلکه نقدها درمخالفت با گفته‌ها و کارهای اشخاص خلاصه می‌شود و صرفاً سیاسی است. گفتارهای سیاسی هم بیشتر مطالب و حرفهای مشهور و ایدئولوژیک و بیان رؤیاها و اوهام است. کمتر پرسش می‌شود که کشور در کجا قرار دارد و در چه راهی است و به کجا می‌رود و باید برود. به نظر داوری اردکانی در اقبال به تجدد در ایران هم به جایگاه و نظم عناصر مختلف تجدد و ارتباط آن با فرهنگ ایران توجه نشده است. در مورد ایده تمدن نوین اسلامی نیز گفته است: تمدن چیزی نیست که با میل اشخاص و گروه‌های سیاسی ساخته شود. تمدن اسلامی در صورتی تجدید می‌شود که دین و مدرنیته بتوانند با هم جمع شوند و تجدد نیز دریابد که دارد با افق‌های باز خداحافظی می‌کند و دعهد تازه ای در راه است. همچنین توجه باید کرد که بنای نظام الهی و قدسی جز با رسوخ در توحید و آزادی از تعلقات دنیای جدید و کسب ملکات فاضله و مکارم اخلاقی، در عین آشنایی نزدیک با جهان جدید و شرایط آزادی از آن (که نمی‌دانیم تحقق آنها چگونه ممکن است) متصوّر نمی‌شود. به نظر می‌رسد که در شرایط کنونی اندیشیدن به این قضیه، اندیشیدن به امری تقریباً محال است. ما اکنون میان دو جهان به سر می‌بریم و باید به این وضع بیندیشیم. زندگی کردن میان دو جهان، مشکل بزرگ ما و معمای تاریخ معاصر است ولی متأسفانه ما هم در پی اوهام و سوداهای دست نیافتنی خویشیم و کمتر به خود زحمت فکر کردن می‌دهیم و نمی‌دانیم و نمی‌خواهیم بدانیم که راه تاریخ را باید با درد تفکر و جسارت در عمل گشود و پیمود. او در مورد وضعیت فعلی ایران نوشته است: 
«شاید کشور ما هرگز و در هیچ زمانی تا این اندازه از بیرون تحت فشار و از درون دچار تفرقه و اختلاف‌های مخرب و بنیان‌سوز و غفلت از آنچه روی داده است و روی می‌دهد و پریشانی و دوری مردمان از یکدیگر و سرگرمی با اوهام و حرف‌های بیهوده و غالباً دور از فهم و خرد و سرگردانی در کارها و راه‌ها نبوده است. اختلاف‌های موجود حتی اگر به فرض قریب به محال به غلبه یک گروه بینجامد، غالب از عهده کاری بر نمی‌آید، اما در نزاع جاری به کشور زیان و آسیب می‌رسد. ایران در شرایط کنونی به ترمیم و التیام زخم جدایی‌ها و گسست‌های روحی و تاریخی و اخلاقی و به وحدت و همبستگی و اعتماد و امید نیاز دارد و حصول اینها به تدبیرها و تصمیم‌هایی بسته است که دانایان و صاحبان خرد و تدبیر و سیاست که خانه شان را نمی‌شناسیم می‌توانند اتخاذ کنند. پیداست که پیش از آن باید بتوان شرایط جهان و کشور را با فهم و خرد سیاسی دریافت و در کار و بار و کارنامه خود به دیده انصاف نگریست. در این صورت است که می‌توان اندکی در درد ایران تنها و دردکشیده و دردمند شریک شد و از این طریق مخصوصاً دریافت که این کشور نه فقط دچار توسعه نیافتگی شدید است، بلکه اصرار می‌شود که در توسعه نیافتگی بماند و گاهی کسانی این ماندن را عین کمال و فضیلت می‌دانند.»

## نقدها و نظرها
داوری به خصوص در سال‌های پس از انقلاب ۱۳۵۷، مورد انتقاد برخی از افراد قرار گرفته است.
عبدالکریم سروش در ۲۳ آذر ۱۳۹۱ نوشته‌ای را تحت عنوان «بیا کاین داوری‌ها را به نزد داور اندازیم» منتشر کرد و در آن به مذمت داوری پرداخت. چند روز بعد، بیژن عبدالکریمی مقاله‌ای تحت عنوان «رهبری تمدنی و نه رهبری سیاسی» در پاسخ به این نوشته منتشر کرد. خسرو ناقد در مصاحبه‌ای با مهرنامه، نظرات داوری دربارهٔ کارل پوپر را مورد انتقاد قرار داد.
بیژن عبدالکریمی در مراسم پاسداشت مقام علمی داوری اردکانی گفت «کینه و بی‌مهری همگان و فهم متعارف با هر گونه تفکری که آن‌ها را به پرسش و مهمیز نقد گیرد، از شاخصه‌های تفکیک‌ناپذیر تاریخ انسان و تاریخ فلسفه و تفکر است. بخش قابل ملاحظه‌ای از بی اعتنایی بل بی‌مهری و حتی کینه‌توزی نسبت به داوری حاصل تقابل تفکر با فهم متعارف است.» او همچنین گفت «تلقی من این است که ما مسئله نداریم بلکه بحران داریم و کمتر کسی این موضوع را جدی گرفته است. این درحالیست که ما برای فهم جهان احتیاج به مسئله داریم. از میان متفکران معاصر تنها کسی که به این موضوع توجه دارد که فهم جهان یک امر دم دستی نیست و احتیاج به تفکر دارد، دکتر داوری و آثار ایشان است.»
محمد مهاجری پس از دیدار با داوری اردکانی او را «بسیار اخلاقی، خوش مشرب، پرحوصله، متواضع، دور از تظاهر، عاطفی، خوش حافظه» یاد کرده است.

## داوری در ترازوی داوری
پژوهشگاه علوم انسانی و مطالعات فرهنگی و فرهنگستان علوم جمهوری اسلامی ایران به‌مناسبت نودمین سال‌روز تولد دکتر رضا داوری اردکانی، همایش داوری در ترازوی داوری را با نگاهی به آثار و آراء وی، ۶ و ۷ خرداد ۱۴۰۲ برگزار کرد که دبیر علمی آن شاهین آریامنش بود. کتاب چکیده مقاله‌های این همایش دربردارندهٔ ۵۰ چکیده از استادان و پژوهشگران علوم انسانی است. حسین کلباسی اشتری، شاهین آریامنش، قاسم پورحسن و زینب شریعت‌نیا اعضای شورای علمی این همایش بودند.

## نوشته‌ها
- شاعران در زمانه عسرت (۱۳۵۰)
- فارابی، فیلسوف فرهنگ (۱۳۵۴)
- فارابی، مؤسس فلسفه اسلامی (۱۳۵۴)
- تمدن و تفکر غربی (۱۳۵۵)
- وضع کنونی تفکر در ایران (۱۳۵۷)
- فلسفه چیست؟ (۱۳۵۹)
- فلسفه در دام ایدئولوژی (۱۳۷۳)
- درباره غرب (۱۳۷۹)
- درباره علم (۱۳۷۹)
- فلسفه، سیاست و خشونت (۱۳۸۵)
- انقلاب اسلامی و وضع کنونی عالم (۱۳۸۷)
- نگاهی دیگر به تاریخ فلسفه اسلامی (۱۳۸۷)
- ما و تاریخ فلسفه اسلامی (۱۳۸۹)
- گاه خرد (۱۳۹۵)